# Programmations du Coachella Festival avant 2010
Pour des articles plus généraux, voir Coachella Festival et Programmations du Festival Coachella.
Cet article présente les programmations du Festival Coachella avant 2010.

## Années 1990

### 1999
Samedi 9 octobre
| Main Stage | Outdoor Theatre | Mojave Tent | Sahara Tent                                                                                          | Gobi Tent |
| --- | --- | --- | --- | --- |
| - Beck - The Chemical Brothers - Morrissey - Perry Farrell - Medeski, Martin and Wood - Bis - A Perfect Circle | - Underworld - Spiritualized - Art of Noise - Modest Mouse - Super Furry Animals - IQU (en) - The Bicycle Thief (en) - At the Drive In | - DJ Rap (en) - Jurassic 5 - Breakbeat Era avec Roni Size, DJ Die, MC Dynamite - Cornelius - Simply Jeff - The Wiseguys - Christopher Lawrence | - Bassbin Twins (Live) - Richie Hawtin - Juan Atkins - Derrick May - Kevin Saunderson - Lunatic Calm | - DJ Food - Kid Koala - Amon Tobin - Mr. Scruff - µ-Ziq - Nightmares on Wax (DJ Ease) - Ming (DJ) & FS - Tomas (Umoja HiFi) - Mike Fix |

Dimanche 10 octobre
| Main Stage                                                                          | Outdoor Theatre | Mojave Tent | Sahara Tent | Gobi Tent |
| ----------------------------------------------------------------------------------- | --- | --- | --- | --- |
| - Tool - Rage Against the Machine - Ben Harper - Pavement - Cibo Matto - Money Mark | - Moby - Esthero - Innerzone Orchestra - DJ Shadow - Spearhead - Rahzel (de The Roots) - Gil Scott-Heron - Ugly Duckling | - GusGus - Thievery Corporation (Live) - Lamb - Fantastic Plastic Machine - Banco de Gaia - BT (DJ set) - The Angel a.k.a. 60 Channels | - Progression Sessions (Raymond Roker, Blame, MC Question Mark) - Scratch Perverts - Mix Master Mike - Qbert - A-Trak - 4hero - DJ Cam - A-Trak - Science Sessions (LTJ Bukem, Jun, MC Conrad) | - Luke Vibert - Autechre (DJ Set) - Bola - Rob Hall - Jega (Live) - Neotropic - Push Button Objects - Mira Calix - Andy Maddocks (en) |

Des DJs jouaient entre chaque concert au Main Stage : DJ Liquid Todd, DJ Raymond Roker, DJ Kid Koala, Bud Brothers, DJ Carbo, DJ Jason Bentley, DJ Jun

## Années 2000

### 2001
Samedi 28 avril
| Coachella Stage | Outdoor Theatre | Mojave Tent | Insomniac Tent | Sahara Tent |
| --- | --- | --- | --- | --- |
| - Jane's Addiction - Paul Oakenfold - Weezer - The Roots - MC Supernatural - Iggy Pop - The Dandy Warhols - Souls of Mischief - Medusa | - Gang Starr - MC Supernatural - Roni Size Reprazent - Mos Def - St Germain - Blonde Redhead - Ozomatli - Nikka Costa - The New Deal (en) - Pedro the Lion (en) | - The Orb - Tricky - Sigur Rós - Bad Company - Raymond Roker (en) - Squarepusher - Plaid - Del the Funky Homosapien - Aceyalone - Planet of the Drums (AK1200, DJ Dara, Dieselboy) | - The Chemical Brothers (DJ Set) - Fatboy Slim - Doc Martin - Christopher Lawrence - Überzone - Ian Pooley - Adam Freeland - Jason Blakemore - Swedish Egil | - Kruder & Dorfmeister - Jason Bentley - Photek - Andrea Parker - Smith & Mighty - Detroit Grand Pubahs - MC Supernatural - Z-Trip - Rinse & Flux |

Nortec Collective a aussi joué cette année-là.

### 2002
Samedi 27 avril
| Coachella Stage | Outdoor Theatre | Mojave Tent | Sahara Tent |
| --- | --- | --- | --- |
| - The Chemical Brothers - Björk - Siouxsie & the Banshees - Jack Johnson - Pete Yorn - G. Love and Special Sauce - KRS-One - Princess Superstar - Vin Rock (de Naughty by Nature) | - Cake - Jurassic 5 - The Beta Band - Queens of the Stone Age - The Charlatans (UK) - Cornershop - Folk Implosion - Citizen Cope - Saul Williams | - The (International) Noise Conspiracy - The Vines - Z-Trip - Dan the Automator - Kosheen - The Pharcyde - Forest for the Trees (en) - Cirrus - Liquid Todd | - Sasha & Digweed - Jimmy Van M & Lee Burridge (2) - Groove Armada (DJ set) - Miguel Migs avec Lisa Shaw - Jimmy Van M & Lee Burridge - DJ Mauricio Aviles |

Dimanche 28 avril
| Coachella Stage | Outdoor Theatre | Mojave Tent | Sahara Tent |
| --- | --- | --- | --- |
| - Oasis - The Prodigy - Foo Fighters - The Strokes - Mos Def Black Jack Johnson - Saves the Day - Mix Master Mike - Vin Rock (de Naughty by Nature) | - Dilated Peoples - Zero 7 - Belle & Sebastian - Ozomatli - Blonde Redhead - Sound Tribe Sector 9 (en) - Ping Pong Bitches (en) | - Galactic - Triple Threat - Herbert - Cut Chemist - Rock Steady Crew - The Mars Volta - Elbow - Fairview - Wagner | - BT (DJ Set) - Pete Tong - Tiësto - Paul Oakenfold - DJ Peretz - DJ Dan - Bad Boy Bill (en) - Sandra Collins (en) - Liquid Todd |

### 2003
Samedi 26 avril
| Coachella Stage | Outdoor Theatre | Sahara Tent | Mojave Tent | Gobi Tent |
| --- | --- | --- | --- | --- |
| - Beastie Boys - Ben Harper & the Innocent Criminals - Queens of the Stone Age - Blur - The Hives - N.E.R.D avec Spymob (en) - The Donnas - The Mooney Suzuki | - Gomez - Blue Man Group - Black Eyed Peas - Talib Kweli - Michael Franti - Kinky - Ben Kweller - Joseph Arthur - Particle | - Roger Sanchez - Masters at Work - Marques Wyatt - Darren Emerson - Felix da Housecat - Christopher Lawrence - Hernán Cattáneo (en) - D:Fuse | - The Libertines - Groove Armada (Live) - Ladytron - The Music - Hot Hot Heat - Badly Drawn Boy - The Rapture - Idlewild - South | - Amon Tobin - Dillinja & Lemon D - Stereo Total - Peanut Butter Wolf/Madlib/Wildchild - Ian MacKaye (Q & A) - Medusa - Tha Liks |

Dimanche 27 avril
| Coachella Stage | Outdoor Theatre | Sahara Tent                                                                                                  | Mojave Tent | Gobi Tent |
| --- | --- | --- | --- | --- |
| - Red Hot Chili Peppers - Iggy and the Stooges - The White Stripes - Jack Johnson - Sonic Youth - The Mars Volta - The Polyphonic Spree - The Soundtrack of Our Lives - Whirlwind Heat | - Interpol - Blue Man Group - Thievery Corporation - Primal Scream - Café Tacvba - Tortoise - Ben Folds - The Kinison (en) - Eisley | - Richie Hawtin - Underworld - Darren Price d'Underworld - Deep Dish - Timo Maas - DB - DJ Irene - FC Kahuna | - Fischerspooner - G. Love and Special Sauce - Johnny Marr and the Healers - Dirty Vegas - Rooney - 22-20s - The Von Bondies - Ima Robot - S.T.U.N. | - El-P/Aesop Rock/RJD2/Mr. Lif/Murs - Mouse on Mars - C-Minus - Ursula Rucker - Ian MacKaye - Michael Franti |

### 2004
Samedi 1er mai
| Coachella Stage | Outdoor Theatre | Sahara Tent | Mojave Tent | Gobi Tent |
| --- | --- | --- | --- | --- |
| - Radiohead - Pixies - Sparta - The (International) Noise Conspiracy - Hieroglyphics - Kinky - The Sounds - The Section Quartet | - MF Doom - Kool Keith - Living Legends - Eyedea & Abilities - The Rapture - The Desert Sessions - Death Cab for Cutie - ...And You Will Know Us by the Trail of Dead - The Stills - Howie Day - dios | - Kraftwerk - Mark Farina - Laurent Garnier - Sander Kleinenberg - Danny Howells - Seb Fontaine - DJ Peretz - DJ Icon | - Electric Six - Mindless Self Indulgence - Stereolab - Moving Units - The Black Keys - Junior Senior - stellastarr* - Sahara Hotnights - Erase Errata | - Phantom Planet - Da Lata - Boozoo Bajou - LCD Soundsystem - Savath & Savalas - Beck - Q and Not U - The Evens - Juana Molina |

Dimanche 2 mai
| Coachella Stage | Outdoor Theatre | Sahara Tent | Mojave Tent | Gobi Tent |
| --- | --- | --- | --- | --- |
| - The Cure - The Flaming Lips - Air - Belle & Sebastian - Thursday - Muse - Antibalas Afrobeat Orchestra - Saul Williams - Thelonious Monster (en) | - Le Tigre - Basement Jaxx - Black Rebel Motorcycle Club - Bright Eyes - Cursive - Atmosphere - Broken Social Scene - Pretty Girls Make Graves | - Paul van Dyk - Ferry Corsten - Crystal Method - Adam Freeland - 2manyDJs - Donald Glaude (en) - DJ Peretz - Hybrid | - Ash - Mogwai - The Sleepy Jackson - Dizzee Rascal - The Cooper Temple Clause - The Thrills - Elefant - Home Town Hero - Whitestarr | - Sidestepper - Danger Mouse - Prefuse 73 - T.Raumschmiere (annulé) - Sage Francis - The Killers - Saul Williams - The Section Quartet - Supernatural |

### 2005
Samedi 30 avril
| Coachella Stage                                                                         | Outdoor Theatre | Sahara Tent | Mojave Tent | Gobi Tent |
| --------------------------------------------------------------------------------------- | --- | --- | --- | --- |
| - Coldplay - Bauhaus - Weezer - Wilco - Keane - Snow Patrol - The Raveonettes - Buck 65 | - Spoon - Mercury Rev - Sage Francis - Café Tacvba - Rilo Kiley - Razorlight - Eisley - Jamie Cullum - Nic Armstrong & the Thieves | - The Chemical Brothers - Hernán Cattáneo - Josh Wink - U.N.K.L.E. (James Lavelle) - Tiga - DJ Marky - DJ Peretz - Evil Nine (annulé) | - Fantômas - Bloc Party - The Secret Machines - MF Doom - Stereophonics - The Kills - Ambulance LTD - Radio 4 - Gratitude - The Sexy Magazines | - Zap Mama - Amp Fiddler - Four Tet - Swayzak - Jean Grae - Immortal Technique - M83 - k-os - Katie Melua - Boom Bip |

Dimanche 1er mai
| Coachella Stage | Outdoor Theatre | Sahara Tent | Mojave Tent | Gobi Tent                                                                            |
| --- | --- | --- | --- | ------------------------------------------------------------------------------------ |
| - Black Star - Nine Inch Nails - New Order - Gang of Four - The Futureheads - Thrice - The Perceptionists - Gram Rabbit | - Bright Eyes - The Faint - British Sea Power - Aesop Rock - Arcade Fire - Tegan and Sara - The Fiery Furnaces - Jem - Donavon Frankenreiter - Shout Out Louds | - The Prodigy - Roni Size avec Dynamite MC - Armin van Buuren - Junkie XL - Miss Kittin - Ben Watt - Matthew Dear - Diplo - DJ Jun | - The Locust - The Blood Brothers - Pinback - The Dresden Dolls - Roots Manuva - The Bravery - Kasabian - Autolux - Sloan - Midlake - Goodbye Radar | - Wolf Eyes - Matmos - DJ Krush - Z-Trip - Beans - M.I.A. - Sixtoo - Subtle - Zion I |

Annulés : Cocteau Twins, Doves

### 2006
Samedi 29 avril
| Coachella Stage | Outdoor Theatre | Sahara Tent | Mojave Tent | Gobi Tent |
| --- | --- | --- | --- | --- |
| - Depeche Mode - Franz Ferdinand - Sigur Rós - Kanye West - Common - The Duke Spirit - The Walkmen - The New Amsterdams (en) - The Section Quartet | - She Wants Revenge - Atmosphere - Eagles of Death Metal - Damian "Jr. Gong" Marley - My Morning Jacket - Animal Collective - The Zutons - Matt Costa - The Like - Head Automatica | - Daft Punk - Audio Bullys - Carl Cox - Derrick Carter - Colette - Joey Beltram - Hybrid featuring Perry Farrell - Infusion | - The Rakes - Living Things - Cat Power - Ladytron - TV on the Radio - Clap Your Hands Say Yeah - Wolfmother - Nine Black Alps - White Rose Movement - Rob Dickinson | - Tosca - The Juan MacLean - Devendra Banhart - Imogen Heap - Deerhoof - Lyrics Born - Lady Sovereign - Platinum Pied Pipers - Celebration - Brother Ali |

Dimanche 30 avril
| Coachella Stage | Outdoor Theatre | Sahara Tent | Mojave Tent | Gobi Tent |
| --- | --- | --- | --- | --- |
| - Tool - Massive Attack - Yeah Yeah Yeahs - Sleater-Kinney - Matisyahu - The Magic Numbers - Los Amigos Invisibles - Youth Group | - Scissor Sisters - The Go! Team - Mogwai - Digable Planets - Bloc Party - Minus the Bear - Ted Leo and the Pharmacists - Mates of State - Giant Drag - The Octopus Project | - Michael Mayer - Mylo (DJ Set) - Madonna - Paul Oakenfold - Kaskade - Louie Vega - Gabriel & Dresden (en) - Kristina Sky | - Art Brut - Dungen - Coheed and Cambria - Editors - stellastarr* - Wolf Parade - Metric - James Blunt - The Dears - Be Your Own Pet - OneRepublic | - Jazzanova - Gilles Peterson - Coldcut - Seu Jorge - Gnarls Barkley - Jamie Lidell - Phoenix - Amadou & Mariam - Murs featuring 9th Wonder - Infadels |

Chris Liberator joua également cette année-là à l'Oasis Dome.
Annulés : Hard-Fi et The Subways

### 2007
Vendredi 27 avril
| Coachella Stage | Outdoor Theatre | Sahara Tent | Mojave Tent | Gobi Tent                                                                                             |
| --- | --- | --- | --- | --- |
| - Björk - Interpol - The Jesus and Mary Chain - Arctic Monkeys - Silversun Pickups - Satellite Party - Brother Ali - Flosstradamus | - DJ Shadow - Sonic Youth - Jarvis Cocker - Peaches - Stephen Marley featuring Jr. Gong - Of Montreal - Nickel Creek | - Evil Nine - Faithless - Benny Benassi - Felix Da Housecat - Digitalism - David Guetta - Charles Feelgood - Terry Mullan | - Gogol Bordello - El-P - Peeping Tom - Rufus Wainwright - Circa Survive - Tilly and the Wall - Tokyo Police Club - Noisettes | - Brazilian Girls - Busdriver - Julieta Venegas - Amy Winehouse - Gillian Welch - Comedians of Comedy |

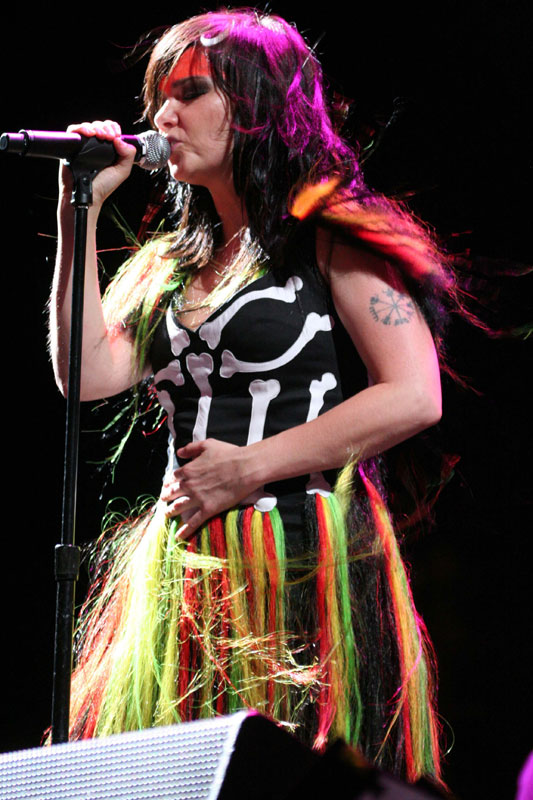
Björk, Coachella Festival 2007

Au Dome: Junglist Platoon/Respect featuring: Machete, Scooba, Clutch, No Face & Drone, Kraak & Smaak, David J, Marques Wyatt, Jacob Thiele (de The Faint), Travis Keller
Au The Do LaB: Lucent Dossier Experience, Jesse Wright, Sammy Bliss, Helios Jive, DJ Imagika, Nalepa
Samedi 28 avril
| Coachella Stage | Outdoor Theatre | Sahara Tent                                                                                        | Mojave Tent | Gobi Tent |
| --- | --- | -------------------------------------------------------------------------------------------------- | --- | --- |
| - Tiësto - Red Hot Chili Peppers - Arcade Fire - Kings of Leon - Travis - Regina Spektor - Fountains of Wayne - Pharoahe Monch | - The Good, the Bad & the Queen - Gotan Project - Blonde Redhead - Ghostface Killah - The Decemberists - The New Pornographers - Jack's Mannequin - The Frames | - The Rapture - LCD Soundsystem - Justice - Busy P & DJ Mehdi - MSTRKRFT - DJ Heather - Steve Aoki | - The Black Keys - Sparklehorse - Ozomatli - Peter Bjorn and John - Hot Chip - The Fratellis - The Cribs - Fields | - Cornelius - Mike Relm - Girl Talk - CocoRosie - Andrew Bird - The Nightwatchman - Roky Erickson - Chuck Dukowski Sextet - Yeva - Pop Levi |

Au Dome: Bassrush featuring: Silver, Hazen, XXXL, Subflo, MC Dino & Question Mark, Lady Miss Kier, Andy Rourke, Daniel Ash, Eugene, Carla and Greg (de Autolux), The Professionals
Au The Do LaB: Lucent Dossier Experience, Bassnectar, Jupit3r, Dandelion, David Starfire, Metamorphs, Nick the Neck, The Ianator
Dimanche 29 avril
| Coachella Stage | Outdoor Theatre | Sahara Tent | Mojave Tent | Gobi Tent |
| --- | --- | --- | --- | --- |
| - Rage Against the Machine - Manu Chao Radio Bemba Sound System - Crowded House - Willie Nelson - The Roots - Explosions in the Sky - The Feeling - Lupe Fiasco - Mika | - The Lemonheads - Damien Rice - Air - Placebo - Kaiser Chiefs - Against Me! - The Coup - Mando Diao - Anathallo (en) | - Infected Mushroom - Happy Mondays - Paul van Dyk - Richie Hawtin - Soulwax Nite Versions - Trent Cantrelle - DJ Dayhota | - VNV Nation - Ratatat - Lily Allen - Klaxons - CSS - Junior Boys - The Kooks - Tapes 'n Tapes - Fair to Midland | - Spank Rock - Teddybears - Amos Lee - José González - Konono N°1 - Rodrigo y Gabriela - Grizzly Bear - The Avett Brothers - Kid Beyond |

Au Dome: Adam Freeland, Total Science, Paul Harding (de Pendulum), Cut Chemist, Kevin Haskins, Busy P & DJ Mehdi, Frankie Chan
Au The Do LaB: Lucent Dossier Experience, Helios Jive, Marty, Jok Ton, The Ianator
Annulé : We Are Scientists

### 2008
Vendredi 25 avril
| Coachella Stage | Outdoor Theatre | Sahara Tent | Mojave Tent | Gobi Tent |
| --- | --- | --- | --- | --- |
| - Jack Johnson - The Verve - The Raconteurs - Tegan and Sara - The Breeders - Slightly Stoopid - John Butler Trio - Rogue Wave | - Serj Tankian - The Swell Season - The National - Vampire Weekend - Architecture in Helsinki - Les Savy Fav - Luckyiam (en) | - Fatboy Slim - Pendulum - Aphex Twin - Diplo - Sandra Collins - Adam Freeland - Busy P - SebastiAn - Midnight Juggernauts - DJ Mehdi | - Black Lips - Sharon Jones & The Dap-Kings - Aesop Rock - Goldfrapp - múm - Jens Lekman - Black Kids - Redd Kross - American Bang | - Professor Murder - Spank Rock - Datarock - Santogold - dan le sac vs Scroobius Pip - Cut Copy - Dan Deacon - Battles - Porter |

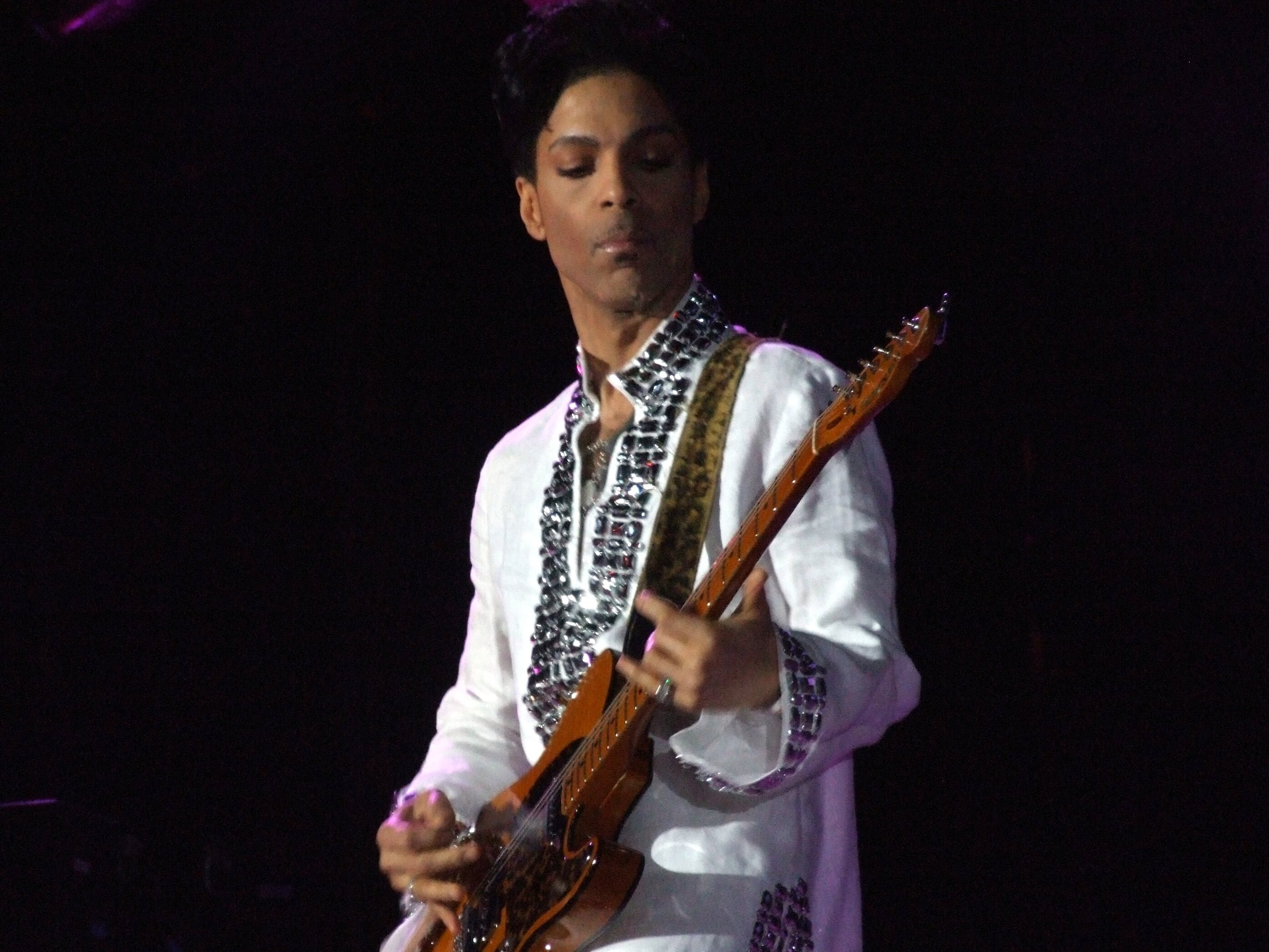
Prince, Coachella Festival 2008

Au The Do LaB : Lucent Dossier Experience, The Ianator, Sammy Bliss, Jesse Wright, DJ Wolfie, Djun Djun, Henry Strange, Geno Cochino, Chad Rock
Samedi 26 avril
| Coachella Stage | Outdoor Theatre | Sahara Tent | Mojave Tent | Gobi Tent |
| --- | --- | --- | --- | --- |
| - Prince - Portishead - Kraftwerk - Death Cab for Cutie - Café Tacvba - Cold War Kids - Minus the Bear - VHS or Beta | - Flogging Molly - Mark Ronson - Rilo Kiley - Dwight Yoakam - Stephen Malkmus and the Jicks - DeVotchKa - dredg - Little Brother - Jupiter's Ring | - Above & Beyond - Sasha & John Digweed - M.I.A. - Junkie XL - Hot Chip - Erol Alkan - Boys Noize - James Zabiela (en) - Kavinsky - Uffie featuring DJ Mehdi - Institubes | - Enter Shikari - Yelle - Animal Collective - Islands - Scars on Broadway - Kate Nash - MGMT - Man Man - The Teenagers - The Bird and the Bee | - Calvin Harris - Akron/Family - Yo! Majesty - The Cinematic Orchestra - St. Vincent - Bonde do Rolê - 120 Days - Carbon/Silicon - Yoav |

Au The Do LaB : Lucent Dossier Experience, The Glitch Mob, Random Rab, David Starfire with iCatching, Jesse (de Brazilian Girls), Dandelion, DJ Imagika, Adam Ohana
Dimanche 27 avril
| Coachella Stage | Outdoor Theatre                                                                                               | Sahara Tent | Mojave Tent | Gobi Tent |
| --- | --- | --- | --- | --- |
| - Roger Waters - My Morning Jacket - Sean Penn - Gogol Bordello - Stars - Shout Out Louds - The Cool Kids - Austin TV | - Love and Rockets - Metric - Autolux - Manchester Orchestra - Electric Touch - Grand Ole Party - Vas Defrans | - Justice - Chromeo - Simian Mobile Disco - Modeselektor - Danny Tenaglia - Booka Shade - deadmau5 - Dimitri from Paris - Perry Farrell - Institubes | - Black Mountain - Murs - Sia - Spiritualized - Swervedriver - Duffy - I'm from Barcelona - Annuals - Plastiscines | - Sons and Daughters - Kid Sister avec A-Trak - Does It Offend You, Yeah? - The Field (annulé) - Holy F*ck - Sean Penn - Linton Kwesi Johnson - Brett Dennen |

Au The Do LaB : Lucent Dossier Experience, Adam Freeland, Jupit3r, Patricio, Oscure, El Papa Chango, Helios Jive, Ana Sia, Saynt
Annulés : Jamie T, Madness, New Young Pony Club, The Bees, The Horrors, The Streets, Turbonegro

### 2009
Vendredi 17 avril
| Coachella Stage | Outdoor Theatre | Gobi Tent | Mojave Tent | Sahara Tent |
| --- | --- | --- | --- | --- |
| - Paul McCartney - Morrissey - Franz Ferdinand - The Black Keys - The Airborne Toxic Event - We Are Scientists - The Courteeners | - Silversun Pickups - Leonard Cohen - Conor Oberst and the Mystic Valley Band - M. Ward - Molotov - Noah and the Whale - Alberta Cross | - Bajofondo - A Place to Bury Strangers - Peanut Butter Wolf - The Bug featuring Warrior Queen - Buraka Som Sistema - Los Campesinos! - People Under the Stairs - Ryan Bingham - El Gran Silencio | - Genghis Tron - Mike Patton & Rahzel - Beirut - N.A.S.A. - White Lies - The Hold Steady - Cage the Elephant - The Aggrolites - Dear and the Headlights | - The Crystal Method - The Presets - Girl Talk - Ghostland Observatory - Crystal Castles - The Ting Tings - Felix da Housecat - Steve Aoki - Gui Boratto - Craze & Klever (annulé) - Switch |

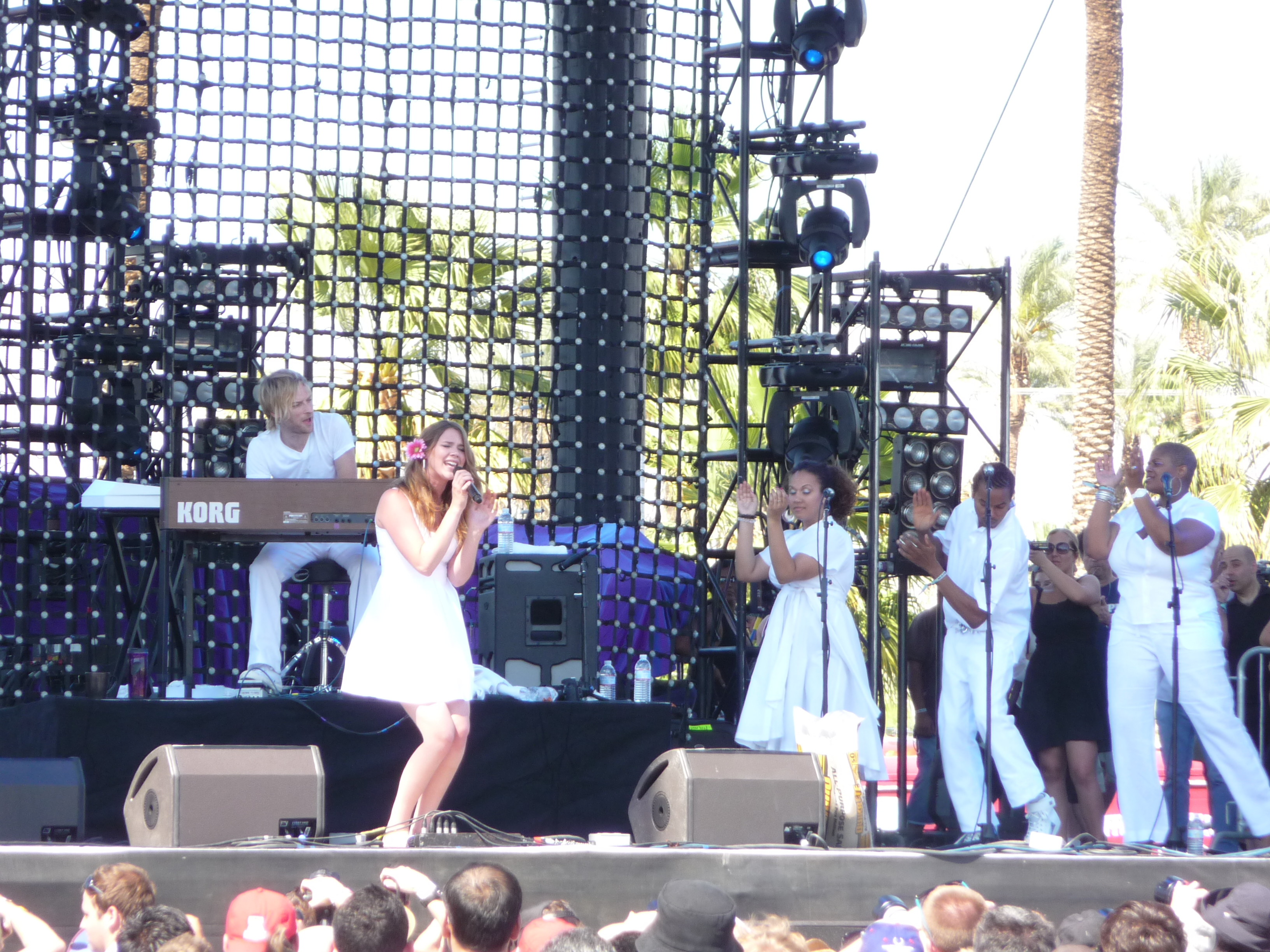
Joss Stone, Coachella Festival 2009

Au The Do LaB : VibeSquaD, Lucent Dossier Experience, The Ianator, Jesse Wright, Kether, DJ Wolfie, Dub Science
Au Dome. Ed Banger Records Presents: Free DOME of Speech: Busy P, DJ Mehdi, Kim de The Presets, Peanut Butter Wolf, Steve Aoki, Friendly Fires (DJ Set)
Samedi 18 avril
| Coachella Stage | Outdoor Theatre | Gobi Tent | Mojave Tent | Sahara Tent |
| --- | --- | --- | --- | --- |
| - The Killers - M.I.A. (remplace Amy Winehouse) - Thievery Corporation - TV on the Radio - Michael Franti & Spearhead - Paolo Nutini - Joss Stone - Billy Talent | - Atmosphere - Jenny Lewis - Band of Horses - Fleet Foxes - Calexico - Superchunk - Drive-By Truckers - Liars - Cloud Cult | - Gang Gang Dance - Glass Candy - Junior Boys - Booker T. & the DBT's - Tinariwen - Amanda Palmer - Blitzen Trapper - Bob Mould Band - Ida Maria | - Mastodon - Turbonegro - Electric Touch - James Morrison - Glasvegas (annulé) - Henry Rollins - Dr. Dog - thenewno2 - Ariel Pink's Haunted Graffiti - P.O.S | - MSTRKRFT - The Chemical Brothers (DJ Set) - Crookers - TRV$DJAM - The Bloody Beetroots - Zane Lowe - Surkin - Para One (Live) - Drop the Lime - Zizek Club |

Au The Do LaB : Lucent Dossier Experience, Sub Swara, Beats Antique, MiM0SA, Patricio, El Papa Chango, Helios Jive, RD, Pod
Au Dome. Pure Filth Presents: Soundclash in the Desert: Flying Lotus, Kode9, Daedelus, Bomb Squad, The Professionals & 6 Blocc, Daddy Kev, Nobody & Nocando, The Gaslamp Killer & DLX, Ras G & Samiyam
Dimanche 19 avril
| Coachella Stage | Outdoor Theatre | Gobi Tent                                                                                                 | Mojave Tent | Sahara Tent |
| --- | --- | --- | --- | --- |
| - The Cure - My Bloody Valentine - Yeah Yeah Yeahs - Peter Bjorn and John - Lupe Fiasco - Okkervil River - The Knux | - Roni Size Reprazent - Public Enemy - Paul Weller - Antony and the Johnsons - Lykke Li - The Gaslight Anthem - The Night Marchers - Instituto Mexicano del Sonido | - The Orb - Devendra Banhart - Clipse (annulé) - K'naan - Sébastien Tellier - Friendly Fires - Themselves | - Throbbing Gristle - The Kills - The Horrors - X - Murder City Devils - The Brian Jonestown Massacre - Fucked Up - No Age - Vivian Girls | - Étienne de Crécy - Groove Armada (DJ Set) - Christopher Lawrence - Perry Farrell - M.A.N.D.Y. - Busy P - Shepard Fairey - Supermayer - Marshall Barnes |

Au The Do LaB : Lucent Dossier Experience, BLVD, Random Rab, Jupit3r, Marty Party, QUIET, David Starfire w/ iCatching, Imagika, Braden, Henrey Strange
Au The Dome. 1107 Presents : LA Riots, Felix Cartal, Treasure Island, AC Slater, Joker of the Scene, Jokers of the Scene, Paparazzi, Kill the Noise, Franki Chan
Annulés : Amy Winehouse, Hercules and Love Affair